# Ондіріс (Казигуртський район)
Онді́ріс (каз. Өндіріс) — село у складі Казигуртського району Туркестанської області Казахстану. Входить до складу Турбатського сільського округу.
У радянські часи село називалось Ундурус, також було приєднано село Тан.
Населення — 3526 осіб (2021; 3015 у 2009, 1547 у 1999, 830 у 1989).